# Into the Fire
Into the Fire ist das fünfte Studioalbum des kanadischen Rocksängers Bryan Adams. Das Album wurde am 30. März 1987 von seinem Musiklabel A&M Records veröffentlicht.

## Entstehung und Veröffentlichung
Erneut wurde das Album wie auch die Vorgänger im Wesentlichen von Adams mit Jim Vallance geschrieben. Eingespielt wurde es vom 16. August bis 24. Oktober 1986 wieder mit Bob Clearmountain im zum Studio umgebauten Haus von Adams in Vancouver, British Columbia. Es wurde dann im Le Studio Morin Heights, Quebec, abgemischt. Die Band von Adams bestand aus Keith Scott, Mickey Curry, Dave Taylor und Tommy Mandel. Sie benutzten Esszimmer, Badezimmer und Schlafzimmer in Adams Haus, um die verschiedenen Instrumente getrennt aufzunehmen.
Als erste Single wurde Heat of the Night im März 1987 ausgekoppelt, es folgten Hearts on Fire sowie im Verlaufe des Jahres 1987 mindestens zwei weitere Singles, Victim of Love und Only the Strong Survive.

## Titelliste
| Nr. | Titel             | Länge |
| --- | ----------------- | ----- |
| 1.  | Heat of the Night | 4:52  |
| 2.  | Into the Fire     | 4:41  |
| 3.  | Victim of Love    | 4:07  |
| 4.  | Another Day       | 3:41  |
| 5.  | Native Son        | 6:04  |

| Nr. | Titel                   | Länge |
| --- | ----------------------- | ----- |
| 6.  | Only the Strong Survive | 3:45  |
| 7.  | Rebel                   | 4:02  |
| 8.  | Remembrance Day         | 5:59  |
| 9.  | Hearts on Fire          | 3:30  |
| 10. | Home Again              | 4:18  |

| Nr. | Titel                                     | Autor(en)                      | Länge |
| --- | ----------------------------------------- | ------------------------------ | ----- |
| 11. | Heat of the Night (Von Live! Live! Live!) |                                | 5:22  |
| 12. | Hearts on Fire (Von Live! Live! Live!)    |                                | 4:12  |
| 13. | Run Rudolph Run                           | Johnny Marks and Marvin Brodie | 2:43  |

## Rezeption

### Charts und Chartplatzierungen
| ChartsChartplatzierungen       | Höchstplatzierung | Wochen |
| ------------------------------ | ----------------- | ------ |
| Deutschland (GfK)              | 7 (22 Wo.)        | 22     |
| Kanada (MC)                    | 2 (33 Wo.)        | 33     |
| Österreich (Ö3)                | 13 (8 Wo.)        | 8      |
| Schweiz (IFPI)                 | 4 (13 Wo.)        | 13     |
| Vereinigte Staaten (Billboard) | 7 (33 Wo.)        | 33     |
| Vereinigtes Königreich (OCC)   | 10 (21 Wo.)       | 21     |

### Auszeichnungen für Musikverkäufe
| Land/Region                  | Auszeichnungen für Musikverkäufe (Land/Region, Auszeichnung, Verkäufe) | Verkäufe  |
| ---------------------------- | ---------------------------------------------------------------------- | --------- |
| Kanada (MC)                  | 3× Platin                                                              | 300.000   |
| Schweiz (IFPI)               | Platin                                                                 | 50.000    |
| Vereinigte Staaten (RIAA)    | Platin                                                                 | 1.000.000 |
| Vereinigtes Königreich (BPI) | Gold                                                                   | 100.000   |
| Insgesamt                    | 1× Gold · 5× Platin ·                                                  | 1.450.000 |

Hauptartikel: Bryan Adams/Auszeichnungen für Musikverkäufe